# Johannes Gerhardus Strijdom
Johannes Gerhardus Strijdom (wym. [joɦɐnɛs χɛrɦɐrdœs strɛidom]; znany również jako JG Strijdom lub Hans Strijdom. Ur. 15 lipca 1893 w Klipfontein, zm. 24 sierpnia 1958 w Kapsztadzie) – polityk południowoafrykański, działacz Partii Narodowej, premier Związku Południowej Afryki w latach 1954–1958.

## Życie i działalność
Johannes Strijdom studiował prawo w Victoria College (później przekształconym w uniwersytet w Stellenbosch). Następnie osiadł w Transwalu. Wówczas wstąpił do Partii Narodowej, stał się jej czołowym działaczem w swoim regionie (silnie identyfikującym się z ideologią tej partii) oraz reprezentantem jej najbardziej radykalnego skrzydła. Po zwycięskich dla Partii Narodowej wyborach w 1948, premierem został Daniel F. Malan, a Strijdom objął tekę ministra rolnictwa i nawadniania. Po tym, jak Malan zrezygnował z funkcji przewodniczącego partii i premiera w 1954, Strijdom objął oba te urzędy i kontynuował politykę poprzednika. Wprowadził kolejne prawa sankcjonujące politykę apartheidu i brutalnie tłumił rozwijającą się aktywność Afrykańskiego Kongresu Narodowego. Jego rząd zerwał stosunki z ZSRR. Był uważany za człowieka uczciwego, ale i skrajnie konserwatywnego – stąd wziął się jego przydomek- Leeu van die Noorde - Lew Północy. Strijdom zmarł podczas pełnienia urzędu.